# GKŻ Wybrzeże
Gdański Klub Żużlowy "Wybrzeże" ou Gdansk Speedway Clube é um clube multiesportivo de Gdańsk, Polônia. O clube foi fundado em 1957, conhecido pelo circuito de motociclismo e pelos antigo tempo na elite do handebol europeu.

## Títulos

### Liga Polaca
- Campeão: 1966, 1984, 1985, 1986, 1987, 1988, 1991, 1992, 2000, 2001

### EHF
- Vice: 1985, 1986

## Ligações Externas
- Sítio Oficial
- na EHF[ligação inativa]